# Showbiz
Showbiz (укр. Шоубіз) — перший студійний альбом британського рок-гурту Muse, випущений 20 вересня 1999 року в Україні під лейблами Ukrainian Records та Moon Records. Продюсерами платівки виступили Пол Рів і Джон Лекі у об'єднанні із самим гуртом. Записувався альбом за три тижні на лондонській студії RAK Studios та Sawmills Studios, що у Корнуолі.
Showbiz вийшов в різних регіонах в усьому світі через різні регіональні лейбли. Альбом був помірно комерційно успішним, досягнувши 29 сходинки в UK Albums Chart.

## Список композицій
Автор музики і слів Метью Белламі. 
| Оригінальне видання | Оригінальне видання         | Оригінальне видання |
| #                   | Назва                       | Тривалість          |
| ------------------- | --------------------------- | ------------------- |
| 1.                  | «Sunburn»                   | 3:54                |
| 2.                  | «Muscle Museum»             | 4:23                |
| 3.                  | «Fillip»                    | 4:01                |
| 4.                  | «Falling Down»              | 4:33                |
| 5.                  | «Cave»                      | 4:46                |
| 6.                  | «Showbiz»                   | 5:16                |
| 7.                  | «Unintended»                | 3:57                |
| 8.                  | «Uno»                       | 3:37                |
| 9.                  | «Sober»                     | 4:04                |
| 10.                 | «Escape»                    | 3:31                |
| 11.                 | «Overdue»                   | 2:26                |
| 12.                 | «Hate This & I'll Love You» | 5:09                |

| Видання для цифрового завантаження | Видання для цифрового завантаження                                              | Видання для цифрового завантаження |
| #                                  | Назва                                                                           | Тривалість                         |
| ---------------------------------- | ------------------------------------------------------------------------------- | ---------------------------------- |
| 13.                                | «Spiral Static» (Пізніше була представлена як бі-сайд до синглу «Plug In Baby») | 4:44                               |

| Японське видання | Японське видання              | Японське видання |
| #                | Назва                         | Тривалість       |
| ---------------- | ----------------------------- | ---------------- |
| 10.              | «Spiral Static»               | 4:44             |
| 11.              | «Escape»                      | 3:31             |
| 12.              | «Overdue»                     | 2:26             |
| 13.              | «Hate This and I'll Love You» | 5:09             |

| Бонусний CD для видання Бенілюксу | Бонусний CD для видання Бенілюксу | Бонусний CD для видання Бенілюксу |
| #                                 | Назва                             | Тривалість                        |
| --------------------------------- | --------------------------------- | --------------------------------- |
| 1.                                | «Host»                            | 4:17                              |
| 2.                                | «Coma»                            | 3:35                              |
| 3.                                | «Pink Ego Box»                    | 3:32                              |
| 4.                                | «Forced In»                       | 5:10                              |
| 5.                                | «Agitated»                        | 2:23                              |
| 6.                                | «Yes Please»                      | 3:05                              |
| 7.                                | «Fillip» (Live)                   | 3:46                              |
| 8.                                | «Do We Need This?» (Live)         | 4:12                              |

## Учасники записи
Muse
- Метью Белламі — вокал, гітара, фортепіано, орган Хаммонда («Falling Down», «Unintended», «Escape») , меллотрон («Muscle Museum», «Unintended»), електропіаніно Вурлітцера («Fillip», «Hate This & I'll Love You»), синтезатор («Cave»), синтезаторна гітара («Sober»), фісгармонія («Escape»), аранжування струнних («Showbiz»), продакшн і мікшування («Muscle Museum», «Unintended», «Uno», «Sober»), обкладинка;
- Кріс Волстенголм — бас-гітара, бек-вокал, електричний контрабас, продакшн і мікшування («Muscle Museum», «Unintended», «Uno», «Sober»);
- Домінік Говард — ударні, перкусія («Showbiz», «Uno», «Hate This & I'll Love You»), синтезатор («Muscle Museum»), продакшн і мікшування («Muscle Museum», «Unintended», «Uno», «Sober»);

| Додатковий персонал - Джон Лекі — продакшн і мікшування («Sunburn», «Fillip», «Falling Down», «Cave», «Escape», «Overdue», «Hate This & I'll Love You») - Пол Рів — продакшн і мікшування («Muscle Museum», «Unintended», «Uno», «Sober»), бек-вокал («Unintended», «Uno», «Overdue», «Hate This & I'll Love You») | - Таня Ендрю — обкладинка; - Крейг Джентл — дизайн; - Ральф Страсманн — фотографія; - Фредерік Гресс — фотографія. |

## Критика
У цілому, альбом не отримав ні нищівних, ні дуже схвальних оцінок. Але у багатьох відгуках їх порівнювали з Radiohead чи висказували вплив цього гурту на творчість Muse.

## Хіт-паради та сертифікація
| Хіт-парад (2000)                                   | Найвища позиція position |
| -------------------------------------------------- | ------------------------ |
| Австралія Australian Albums (ARIA)                 | 28                       |
| Бельгія Belgian Albums (Ultratop Flanders)         | 29                       |
| Бельгія Belgian Albums (Ultratop Wallonia)         | 41                       |
| Нідерланди Dutch Albums (MegaCharts)               | 53                       |
| Фінляндія Finnish Albums (Suomen virallinen lista) | 45                       |
| Франція French Albums (SNEP)                       | 59                       |
| Irish Albums (IRMA)                                | 46                       |
| Італія Italian Albums (FIMI)                       | 87                       |
| Japanese Albums (Oricon)                           | 69                       |
| Норвегія Norwegian Albums (VG-lista)               | 38                       |
| UK Albums Chart                                    | 29                       |

| Регіон          | Список сертифікацій продажів музичних записів |
| --------------- | --------------------------------------------- |
| Велика Британія | Платиновий                                    |
| Австралія       | Золотий                                       |

### Сингли
| Пісня         | Дата випуску      | Хіт-парад        | Найвища позиція position |
| ------------- | ----------------- | ---------------- | ------------------------ |
| Uno           | 14 червня 1999    | UK Singles Chart | 73                       |
| Cave          | 6 вересня 1999    | UK Singles Chart | 52                       |
| Muscle Museum | 9 жовтня 2000     | UK Singles Chart | 25                       |
| Muscle Museum | 22 листопада 1999 | UK Singles Chart | 43                       |
| Sunburn       | 21 лютого 2000    | UK Singles Chart | 22                       |
| Unintended    | 30 травня 2000    | UK Singles Chart | 20                       |

## Історія випуску
Журналісти отримали особливі копії альбому, які були ретельно захищені — диск розміщувався між двома прозорими пластинами плексигласу, скріпленими по центру болтом і гайкою, з крихітним ключем, прикріпленим до обкладинки.
| Регіон          | Дата                        | Лейбл          | Формат | Каталог          |
| --------------- | --------------------------- | -------------- | ------ | ---------------- |
| Франція         | 7 вересня 1999              | Naïve          | CD     | NV 3211-1        |
| Німеччина       | 20 вересня 1999             | Motor          | CD     | 547 979-4        |
| Росія           | 20 вересня 1999             | Motor          | CD     | 547 979-4        |
| Туреччина       | 20 вересня 1999             | Motor          | CD     | 547 979-4        |
| Україна         | 20 вересня 1999             | Motor          | CD     | 547 979-4        |
| США             | 28 вересня 1999             | Maverick       | CD     | 0 9362-47382-2 0 |
| Велика Британія | 4 жовтня 1999               | Taste/Mushroom | CD     | MUSH59CD         |
| Велика Британія | 4 жовтня 1999               | Taste/Mushroom | LP     | MUSH59LP         |
| Велика Британія | 4 жовтня 1999               | Taste/Mushroom | CS     | MUSH59MC         |
| Велика Британія | 4 жовтня 1999               | Taste/Mushroom | MD     | MUSH59MD         |
| Бенілюкс        | 4 жовтня 1999               | PIAS           | CD     | 481.2001.20      |
| Японія          | 4 жовтня 1999               | Avex Trax      | CD     | AVCM-65057       |
| Японія          | 2 серпня 2006 (перевидання) | Taste Media    | CD     | WPCR12336        |

### Книги
- Бамонт, Марк (2008). Out of This World: The Story of Muse. London: Omnibus Press. ISBN 978-1-84772-377-2.